# Clemens Prüfer
Clemens Prüfer (* 13. August 1997 in Rostock, Mecklenburg-Vorpommern) ist ein deutscher Leichtathlet, der sich auf den Diskuswurf spezialisiert hat und zunächst auch erfolgreich beim Kugelstoßen konkurrierte.

## Berufsweg
Nach der Grundschule ging Prüfer auf das Sportgymnasium Neubrandenburg und wechselte zu seinem zweiten U18-Jahr an die Sportschule Potsdam „Friedrich Ludwig Jahn“, einer Eliteschule des Sports. 2016 machte er Abitur und wurde anschließend Sportsoldat. Seit dem 4. Oktober 2016 gehört er der Sportfördergruppe der Bundeswehr an und hatte am 1. November seinen Dienstantritt. Seit dem WS2017/18 studiert Prüfer an der Universität Potsdam Wirtschaftsinformatik. Eigentlich favorisierte er ein Studium des Wirtschaftsingenieurwesens, aber dieser Studiengang wurde von der Universität Potsdam nicht angeboten.

## Sportliche Karriere
Prüfer kam zur Leichtathletik, als er fünf Jahre alt war. Er spielte auch Fußball, was jedoch mit der Zeit in den Hintergrund trat. Wachstumsbedingt bekam er Probleme mit den Knien und den Achillessehnen, so dass er nicht sprinten oder springen konnte und sich den Wurfdisziplinen zuwandte.
2012 übertraf Prüfer schon als 14-Jähriger mit dem Ein-Kilo-Diskus die 60-Meter-Marke (61,88 m) und führte damit im Jahr 2012 die Bestenliste der Altersklasse U16 des Deutschen Leichtathletik-Verbandes (DLV) an.
2013 holte er die ersten Medaillen: Jeweils Bronze mit dem Diskus beim Winterwurf im Rahmen der Deutschen Jugendhallenmeisterschaften und den Deutschen U18-Meisterschaften. Mit der Kugel wurde er Deutscher U18-Vizemeister.
2014 siegte Prüfer mit dem Diskus beim Winterwurf und holte Doppelgold bei den Deutschen U18-Meisterschaften mit Kugel und Diskus. International trug er die deutschen Farben erstmals bei den Olympischen Jugend-Sommerspielen auf den Silberrang.
2015 kam er wieder auf den dritten Platz beim Winterwurf im Rahmen der Deutschen Jugendhallenmeisterschaften. Mit der Kugel wurde Prüfer Deutscher U20-Vizemeister und Dritter mit dem Diskus, mit dem er international bei den U20-Europameisterschaften den 12. Platz belegte.
2016 konnte Prüfer mit Silber seinen Medaillensatz beim Winterwurf komplettieren und musste sich als Weltjahresbester an den Start gegangen bei den U20-Weltmeisterschaften im Diskuswurf mit dem 6. Platz zufriedengeben. Mit dem Diskus wurde er auch Vizemeister bei den Deutschen U20-Meisterschaften, bei denen er mit der Kugel auf Platz 4 kam.
2017 und den folgenden Jahren konzentrierte sich Prüfer auf den Diskus. In der nun höheren Altersklasse wurde er Deutscher U23-Meister. Bei den U23-Europameisterschaften holte er Bronze und kam bei den Deutschen Meisterschaften auf den 7. Platz.
2018 wurde er Deutscher U23-Vizemeister.
2019 konnte Prüfer erneut Deutscher U23-Meister werden und international U23-Vizeeuropameister. Bei den Deutschen Meisterschaften belegte er dann den 5. Platz.
2020 wurde Prüfer in der wegen der COVID-19-Pandemie ausgefallenen internationalen und verspätet gestarteten Freiluftsaison Deutscher Meister im Diskuswurf.
Bei seiner ersten Teilnahme an Olympischen Spielen, den Sommerspielen 2020 in Tokio, konnte er im Juli 2021 den 11. Platz erreichen.

## Vereinszugehörigkeiten
Prüfer startet seit 2014 für den SC Potsdam und trainiert bei Jörg Schulte. Zuvor war er beim SC Neubrandenburg. Sein erster Verein war der LAC Mühl-Rosin mit Trainerin Sabine Beutling.

## Familie
Sein älterer Bruder Henning konkurriert ebenfalls im Kugelstoßen und im Diskuswurf. Seine Mutter Cornelia Prüfer war Junioren-Vizeweltmeisterin im Rudern.

## Bestleistungen
(Stand: 17. Dezember 2020)
Jahresbestleistung
Diskus
| Jahr | Weite   |
| ---- | ------- |
| 2015 | 55,24 m |
| 2016 | 61,62 m |
| 2017 | 62,48 m |
| 2018 | 60,40 m |
| 2019 | 63,76 m |
| 2020 | 63,66 m |
| 2021 |         |
| 2024 | 69,09 m |

Persönliche Bestleistung
- 66,27 m (1,75 kg), Wiesbaden, 15. Mai 2016
- 69,09 m, Neubrandenburg, 22. Mai 2024

## Erfolge
National
- 2013: 3. Platz Deutsche Jugendhallenmeisterschaften (Diskus)
- 2013: Deutscher U18-Vizemeister (Kugel)
- 2013: 3. Platz Deutsche U18-Meisterschaften (Diskus)
- 2014: Winterwurfmeister (Diskus)
- 2014: Deutscher U18-Meister (Diskus und Kugel)
- 2015: 3. Platz Winterwurf (Diskus)
- 2015: Deutscher U20-Vizemeister (Kugel)
- 2015: 3. Platz Deutsche U20-Meisterschaften (Diskus)
- 2016: Winterwurfvizemeister (Diskus)
- 2016: Deutscher U20-Vizemeister (Diskus)
- 2016: 4. Platz Deutsche U20-Meisterschaften (Kugel)
- 2017: Deutscher U23-Meister (Diskus)
- 2018: Deutscher U23-Vizemeister (Diskus)
- 2018: 7. Platz Deutsche Meisterschaften (Diskus)
- 2019: Deutscher U23-Meister (Diskus)
- 2019: 5. Platz Deutsche Meisterschaften (Diskus)
- 2020: Deutscher Meister (Diskus)

International
- 2014: Silber Olympische Jugend-Sommerspiele (Diskus)
- 2015: 12. Platz U20-Europameisterschaften (Diskus)
- 2016: 6. Platz U20-Weltmeisterschaften (Diskus)
- 2017: 3. Platz U23-Europameisterschaften (Diskus)
- 2019: U23-Vizeeuropameister (Diskus)